# Schiller (Musikprojekt)/Diskografie
Diese Diskografie ist eine Übersicht über die musikalischen Werke des deutschen Ambientprojektes Schiller. Den Schallplattenauszeichnungen zufolge hat es bisher mehr als 1,4 Millionen Tonträger verkauft. Seine erfolgreichste Veröffentlichung ist das zweite Studioalbum Weltreise mit über 300.000 verkauften Einheiten. Am 4. März 2016 erreichte es mit seinem neunten Studioalbum Future zum fünften Mal die Spitzenposition der deutschen Albumcharts, damit ist es der erste und bislang einzige Act aus dem Bereich der elektronischen Musik, dem das gelang.

## Alben

### Studioalben
| Jahr | Titel                                                             | Höchstplatzierung, Gesamtwochen, AuszeichnungChartplatzierungen (Jahr, Titel, Platzierungen, Wochen, Auszeichnungen, Anmerkungen) | Höchstplatzierung, Gesamtwochen, AuszeichnungChartplatzierungen (Jahr, Titel, Platzierungen, Wochen, Auszeichnungen, Anmerkungen) | Höchstplatzierung, Gesamtwochen, AuszeichnungChartplatzierungen (Jahr, Titel, Platzierungen, Wochen, Auszeichnungen, Anmerkungen) | Höchstplatzierung, Gesamtwochen, AuszeichnungChartplatzierungen (Jahr, Titel, Platzierungen, Wochen, Auszeichnungen, Anmerkungen) | Anmerkungen                                                                      |
| Jahr | Titel                                                             | DE | AT | CH | UK | Anmerkungen                                                                      |
| ---- | ----------------------------------------------------------------- | --- | --- | --- | --- | -------------------------------------------------------------------------------- |
| 1999 | Zeitgeist                                                         | DE22 (11 Wo.)DE | — | — | — | Erstveröffentlichung: 16. August 1999                                            |
| 2001 | Weltreise auch bekannt als: Voyage (Englische Version)            | DE1 Platin · (21 Wo.)DE | — | CH26 (9 Wo.)CH | — | Erstveröffentlichung: 29. Juli 2001 Verkäufe: + 300.000                          |
| 2003 | Leben auch bekannt als: Life (Englische Version)                  | DE7 Platin · (26 Wo.)DE | — | CH59 (3 Wo.)CH | — | Erstveröffentlichung: 12. Oktober 2003 Verkäufe: + 200.000                       |
| 2005 | Tag und Nacht auch bekannt als: Day and Night (Englische Version) | DE5 Gold · (12 Wo.)DE | — | CH58 (2 Wo.)CH | — | Erstveröffentlichung: 28. Oktober 2005 Verkäufe: + 100.000                       |
| 2008 | Sehnsucht auch bekannt als: Desire (Englische Version)            | DE1 Platin · (50 Wo.)DE | AT25 (5 Wo.)AT | CH21 (6 Wo.)CH | — | Erstveröffentlichung: 22. Februar 2008 Verkäufe: + 200.000                       |
| 2010 | Atemlos auch bekannt als: Breathless (Englische Version)          | DE2 Platin · (40 Wo.)DE | AT29 (2 Wo.)AT | CH15 (3 Wo.)CH | — | Erstveröffentlichung: 12. März 2010 Verkäufe: + 200.000                          |
| 2012 | Sonne auch bekannt als: Sun (Englische Version)                   | DE1 Gold · (41 Wo.)DE | AT30 (2 Wo.)AT | CH13 (4 Wo.)CH | — | Erstveröffentlichung: 5. Oktober 2012 Verkäufe: + 100.000                        |
| 2013 | Opus                                                              | DE1 Gold · (22 Wo.)DE | AT10 (3 Wo.)AT | CH6 (5 Wo.)CH | — | Erstveröffentlichung: 30. August 2013 Verkäufe: + 100.000                        |
| 2016 | Future                                                            | DE1 (17 Wo.)DE | AT20 (1 Wo.)AT | CH14 (3 Wo.)CH | — | Erstveröffentlichung: 26. Februar 2016                                           |
| 2019 | Morgenstund                                                       | DE1 (15 Wo.)DE | AT10 (1 Wo.)AT | CH5 (5 Wo.)CH | — | Erstveröffentlichung: 22. März 2019                                              |
| 2020 | Colors                                                            | DE1 (5 Wo.)DE | AT31 (1 Wo.)AT | CH14 (1 Wo.)CH | — | Erstveröffentlichung: 16. Oktober 2020 als Christopher van Deylen veröffentlicht |
| 2021 | Summer in Berlin                                                  | DE1 (10 Wo.)DE | AT11 (1 Wo.)AT | CH11 (3 Wo.)CH | — | Erstveröffentlichung: 12. Februar 2021                                           |
| 2021 | Epic                                                              | DE3 (10 Wo.)DE | AT13 (1 Wo.)AT | CH10 (1 Wo.)CH | — | Erstveröffentlichung: 12. November 2021                                          |
| 2023 | Illuminate                                                        | DE1 (10 Wo.)DE | AT7 (1 Wo.)AT | CH7 (2 Wo.)CH | — | Erstveröffentlichung: 10. März 2023                                              |

### Gemeinschaftsalben
| Jahr | Titel                                                    | Höchstplatzierung, Gesamtwochen, AuszeichnungChartplatzierungen (Jahr, Titel, Platzierungen, Wochen, Auszeichnungen, Anmerkungen) | Höchstplatzierung, Gesamtwochen, AuszeichnungChartplatzierungen (Jahr, Titel, Platzierungen, Wochen, Auszeichnungen, Anmerkungen) | Höchstplatzierung, Gesamtwochen, AuszeichnungChartplatzierungen (Jahr, Titel, Platzierungen, Wochen, Auszeichnungen, Anmerkungen) | Höchstplatzierung, Gesamtwochen, AuszeichnungChartplatzierungen (Jahr, Titel, Platzierungen, Wochen, Auszeichnungen, Anmerkungen) | Anmerkungen                           |
| Jahr | Titel                                                    | DE | AT | CH | UK | Anmerkungen                           |
| ---- | -------------------------------------------------------- | --- | --- | --- | --- | ------------------------------------- |
| 2000 | Worldwide mit den Trance Allstars                        | DE15 (8 Wo.)DE | — | CH37 (7 Wo.)CH | — | Erstveröffentlichung: 12. März 2000   |
| 2002 | Synergy II – The Story Continues mit den Trance Allstars | DE19 (4 Wo.)DE | — | — | — | Erstveröffentlichung: 12. August 2002 |

### Livealben
| Jahr | Titel          | Höchstplatzierung, Gesamtwochen, AuszeichnungChartplatzierungen (Jahr, Titel, Platzierungen, Wochen, Auszeichnungen, Anmerkungen) | Höchstplatzierung, Gesamtwochen, AuszeichnungChartplatzierungen (Jahr, Titel, Platzierungen, Wochen, Auszeichnungen, Anmerkungen) | Höchstplatzierung, Gesamtwochen, AuszeichnungChartplatzierungen (Jahr, Titel, Platzierungen, Wochen, Auszeichnungen, Anmerkungen) | Höchstplatzierung, Gesamtwochen, AuszeichnungChartplatzierungen (Jahr, Titel, Platzierungen, Wochen, Auszeichnungen, Anmerkungen) | Anmerkungen                                                                                            |
| Jahr | Titel          | DE | AT | CH | UK | Anmerkungen                                                                                            |
| ---- | -------------- | --- | --- | --- | --- | --- |
| 2004 | Live ErLeben   | DE30 (4 Wo.)DE | — | — | — | Erstveröffentlichung: 1. November 2004                                                                 |
| 2006 | Tagtraum       | DE22 (3 Wo.)DE | — | — | — | Erstveröffentlichung: 17. November 2006                                                                |
| 2008 | Sehnsucht Live | DE*DE | — | — | — | Erstveröffentlichung: 14. November 2008 * siehe Sehnsucht                                              |
| 2010 | Atemlos Live   | DE*DE | — | — | — | Erstveröffentlichung: 26. November 2010 * siehe Atemlos                                                |
| 2010 | Lichtblick     | DE16 (3 Wo.)DE | — | — | — | Erstveröffentlichung: 26. November 2010                                                                |
| 2013 | Sonne Live     | DE*DE | — | CH**CH | — | Erstveröffentlichung: 22. März 2013 * siehe Sonne; ** siehe Videoalbum                                 |
| 2014 | Symphonia      | DE4 Gold · (… Wo.)DE | AT46 (1 Wo.)AT | CH23 (3 Wo.)CH | — | Erstveröffentlichung: 17. Oktober 2014 Verkäufe: + 100.000                                             |
| 2016 | Zeitreise Live | DE*DE | — | CH**CH | — | Erstveröffentlichung: 16. Dezember 2016 * siehe Zeitreise – Das Beste von Schiller ** siehe Videoalbum |

### Kompilationen
| Jahr | Titel                              | Höchstplatzierung, Gesamtwochen, AuszeichnungChartplatzierungen (Jahr, Titel, Platzierungen, Wochen, Auszeichnungen, Anmerkungen) | Höchstplatzierung, Gesamtwochen, AuszeichnungChartplatzierungen (Jahr, Titel, Platzierungen, Wochen, Auszeichnungen, Anmerkungen) | Höchstplatzierung, Gesamtwochen, AuszeichnungChartplatzierungen (Jahr, Titel, Platzierungen, Wochen, Auszeichnungen, Anmerkungen) | Höchstplatzierung, Gesamtwochen, AuszeichnungChartplatzierungen (Jahr, Titel, Platzierungen, Wochen, Auszeichnungen, Anmerkungen) | Anmerkungen                                                 |
| Jahr | Titel                              | DE | AT | CH | UK | Anmerkungen                                                 |
| ---- | ---------------------------------- | --- | --- | --- | --- | ----------------------------------------------------------- |
| 2016 | Zeitreise – Das Beste von Schiller | DE6 Gold · (15 Wo.)DE | — | CH95 (1 Wo.)CH | — | Erstveröffentlichung: 16. Dezember 2016 Verkäufe: + 100.000 |
| 2025 | Future II                          | DE65 (1 Wo.)DE | — | — | — | Erstveröffentlichung: 28. März 2025                         |

Weitere Kompilationen
- 2004: The Singles Collection 1999–2004
- 2005: A Future for the Michel (mit Moya Brennan)
- 2008: Forever (mit Kim Sanders)
- 2010: Mixtape
- 2011: 2 for 1: Sehnsucht / Weltreise
- 2011: Timeline (The Very Best of 1998–2011)

### Remixalben
- 2007: The Club Mixes

### EPs
- 2003: Schiller Remixed EP, Volume 1

### Die Einlassmusik
Für die Live-Tourneen von Schiller hat Christopher von Deylen spezielle Alben mit dem Titel „Die Einlassmusik“ komponiert. Diese werden zwischen Einlass der Gäste und Konzertbeginn in Raumklang-Systemen abgespielt, um die Zuschauer auf das Konzert einzustimmen. Bislang wurden siebzehn dieser Alben veröffentlicht.
- 2004: Die Einlassmusik 1 – Live (Er)Leben (Wurde 2005 unter dem Titel Prologue in den USA veröffentlicht.)
- 2004: Die Einlassmusik 2 – Live (Er)Leben
- 2006: Die Einlassmusik 3 – Tag und Nacht Live
- 2008: Die Einlassmusik 4 – Sehnsucht Live
- 2008: Die Einlassmusik 5 – Sehnsucht Live
- 2010: Die Einlassmusik 6 – Atemlos Live
- 2011: Die Einlassmusik 7 – Klangwelten
- 2012: Die Einlassmusik 8 – Sonne Live
- 2012: Die Einlassmusik 9 – Sonne Live
- 2013: Die Einlassmusik 10 – Neue Klangwelten
- 2016: Die Einlassmusik 11 – (Future) Live 2016
- 2016: Die Einlassmusik 12 – (Future) Live 2016
- 2017: Die Einlassmusik 13 – Klangwelten Live
- 2017: Die Einlassmusik 14 – Klangwelten Live
- 2019: Die Einlassmusik 15
- 2019: Die Einlassmusik 16
- 2019: Die Einlassmusik 17
- 2023: Die Einlassmusik 18
- 2023: Die Einlassmusik 19
- 2023: Die Einlassmusik 20
- 2024: Die Einlassmusik 21
- 2024: Die Einlassmusik 22

## Singles

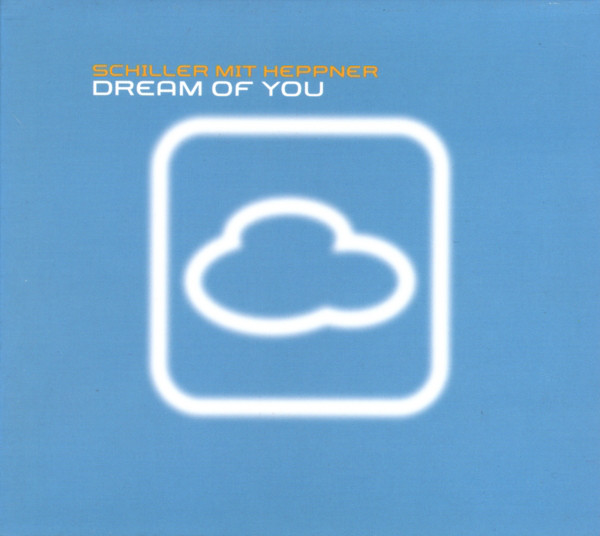
Cover zu Dream of You.

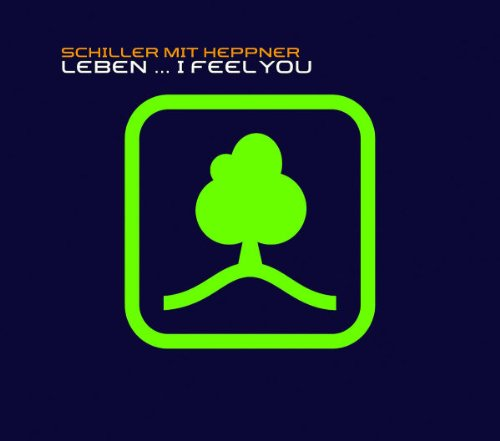
Cover zu Leben … I Feel You.

### Als Leadmusiker
| Jahr | Titel Album                                  | Höchstplatzierung, Gesamtwochen, AuszeichnungChartplatzierungen (Jahr, Titel, Album, Platzierungen, Wochen, Auszeichnungen, Anmerkungen) | Höchstplatzierung, Gesamtwochen, AuszeichnungChartplatzierungen (Jahr, Titel, Album, Platzierungen, Wochen, Auszeichnungen, Anmerkungen) | Höchstplatzierung, Gesamtwochen, AuszeichnungChartplatzierungen (Jahr, Titel, Album, Platzierungen, Wochen, Auszeichnungen, Anmerkungen) | Höchstplatzierung, Gesamtwochen, AuszeichnungChartplatzierungen (Jahr, Titel, Album, Platzierungen, Wochen, Auszeichnungen, Anmerkungen) | Anmerkungen                                               |
| Jahr | Titel Album                                  | DE | AT | CH | UK | Anmerkungen                                               |
| ---- | -------------------------------------------- | --- | --- | --- | --- | --------------------------------------------------------- |
| 1998 | Das Glockenspiel Zeitgeist                   | DE21 (10 Wo.)DE | — | CH38 (3 Wo.)CH | UK17 (6 Wo.)UK | Erstveröffentlichung: 2. November 1998                    |
| 1999 | Liebesschmerz Zeitgeist                      | DE24 (9 Wo.)DE | — | — | — | Erstveröffentlichung: 5. Juli 1999                        |
| 1999 | Ruhe Zeitgeist                               | DE24 (12 Wo.)DE | — | CH69 (4 Wo.)CH | — | Erstveröffentlichung: 26. November 1999                   |
| 2000 | Ein schöner Tag Weltreise                    | DE40 (7 Wo.)DE | — | CH91 (1 Wo.)CH | — | Erstveröffentlichung: 10. Juli 2000 mit Isgaard           |
| 2001 | Dream of You Weltreise                       | DE13 (14 Wo.)DE | AT49 (17 Wo.)AT | CH78 (8 Wo.)CH | — | Erstveröffentlichung: 28. Mai 2001 mit Heppner            |
| 2001 | Distance / Dancing with Loneliness Weltreise | DE73 (1 Wo.)DE | — | — | — | Erstveröffentlichung: 26. November 2001 mit Kim Sanders   |
| 2003 | Liebe Leben                                  | DE34 (6 Wo.)DE | — | — | — | Erstveröffentlichung: 22. September 2003 mit Mila Mar     |
| 2003 | Leben … I Feel You Leben                     | DE15 (10 Wo.)DE | — | — | — | Erstveröffentlichung: 24. November 2003 mit Heppner       |
| 2005 | Die Nacht…du bist nicht allein Tag und Nacht | DE24 (9 Wo.)DE | — | CH80 (3 Wo.)CH | — | Erstveröffentlichung: 14. Oktober 2005 mit Thomas D.      |
| 2006 | Der Tag…du bist erwacht Tag und Nacht        | DE43 (7 Wo.)DE | — | — | — | Erstveröffentlichung: 24. März 2006 mit Jette Von Roth    |
| 2008 | Let Me Love You Sehnsucht                    | DE63 (3 Wo.)DE | — | — | — | Erstveröffentlichung: 16. Mai 2008 mit Kim Sanders        |
| 2008 | Time for Dreams Sehnsucht Live               | DE19 (8 Wo.)DE | — | — | — | Erstveröffentlichung: 8. August 2008 mit Lang Lang        |
| 2008 | You Sehnsucht Live                           | DE19 (6 Wo.)DE | AT64 (3 Wo.)AT | — | — | Erstveröffentlichung: 31. Oktober 2008 mit Colbie Caillat |
| 2010 | Try Atemlos                                  | DE58 (3 Wo.)DE | — | — | — | Erstveröffentlichung: 12. März 2010 mit Nadia Ali         |
| 2012 | Sonne                                        | DE12 (7 Wo.)DE | — | — | — | Erstveröffentlichung: 21. September 2012 mit Unheilig     |
| 2013 | Lichtermeer Sonne                            | DE47 (3 Wo.)DE | — | — | — | Erstveröffentlichung: 8. März 2013                        |
| 2013 | Swan Lake Opus                               | DE57 (2 Wo.)DE | — | — | — | Erstveröffentlichung: 30. August 2013 mit Albrecht Mayer  |

Weitere Singles
- 2000: Englische Mischungen
- 2004: I’ve Seen It All
- 2007: Tired of Being Alone (Club Mixes) (mit Tarja Turunen)
- 2008: Breathe (mit September)
- 2008: Poque te vas (mit Ana Torroja)
- 2008: Zenit (mit Klaus Schulze)
- 2008: Forever (mit Kim Sanders)
- 2008: Sehnsucht (mit Xavier Naidoo)
- 2008: Everything (mit Helen Boulding)
- 2010: Always You / Innocent Lies (mit Anggun)
- 2010: I Will Follow You (mit Hen Ree)
- 2013: Sleepless
- 2013: Desert Empire
- 2013: Exposition
- 2016: Paradise (mit Arlissa)
- 2018: Berlin Tehran
- 2019: Morgenstund (mit Nena)
- 2019: Avalanche (mit SCHWARZ)
- 2019: New Day (mit SCHWARZ)
- 2021: Summer in Berlin (mit Alphaville)
- 2021: Free the Dragon
- 2021: White Nights (Don’t Let Me Go)
- 2023: Illuminate

### Als Gastmusiker
| Jahr | Titel Album                                   | Höchstplatzierung, Gesamtwochen, AuszeichnungChartplatzierungen (Jahr, Titel, Album, Platzierungen, Wochen, Auszeichnungen, Anmerkungen) | Höchstplatzierung, Gesamtwochen, AuszeichnungChartplatzierungen (Jahr, Titel, Album, Platzierungen, Wochen, Auszeichnungen, Anmerkungen) | Höchstplatzierung, Gesamtwochen, AuszeichnungChartplatzierungen (Jahr, Titel, Album, Platzierungen, Wochen, Auszeichnungen, Anmerkungen) | Höchstplatzierung, Gesamtwochen, AuszeichnungChartplatzierungen (Jahr, Titel, Album, Platzierungen, Wochen, Auszeichnungen, Anmerkungen) | Anmerkungen                                                     |
| Jahr | Titel Album                                   | DE | AT | CH | UK | Anmerkungen                                                     |
| ---- | --------------------------------------------- | --- | --- | --- | --- | --------------------------------------------------------------- |
| 1999 | The First Rebirth Worldwide                   | DE18 (13 Wo.)DE | — | CH45 (10 Wo.)CH | — | Erstveröffentlichung: 22. November 1999 mit den Trance Allstars |
| 2000 | Ready to Flow Worldwide                       | DE35 (7 Wo.)DE | — | CH83 (3 Wo.)CH | — | Erstveröffentlichung: 20. Februar 2000 mit den Trance Allstars  |
| 2002 | Lost in Love Synergy II – The Story Continues | DE21 (9 Wo.)DE | AT39 (7 Wo.)AT | CH62 (6 Wo.)CH | — | Erstveröffentlichung: 25. März 2002 mit den Trance Allstars     |
| 2002 | Go Synergy II – The Story Continues           | DE38 (6 Wo.)DE | AT52 (3 Wo.)AT | — | — | Erstveröffentlichung: 14. Juli 2002 mit den Trance Allstars     |

## Videoalben und Musikvideos

### Videoalben
| Jahr | Titel            | Höchstplatzierung, Gesamtwochen, AuszeichnungChartplatzierungen (Jahr, Titel, Platzierungen, Wochen, Auszeichnungen, Anmerkungen) | Höchstplatzierung, Gesamtwochen, AuszeichnungChartplatzierungen (Jahr, Titel, Platzierungen, Wochen, Auszeichnungen, Anmerkungen) | Höchstplatzierung, Gesamtwochen, AuszeichnungChartplatzierungen (Jahr, Titel, Platzierungen, Wochen, Auszeichnungen, Anmerkungen) | Höchstplatzierung, Gesamtwochen, AuszeichnungChartplatzierungen (Jahr, Titel, Platzierungen, Wochen, Auszeichnungen, Anmerkungen) | Anmerkungen                                                                        |
| Jahr | Titel            | DE | AT | CH | UK | Anmerkungen                                                                        |
| ---- | ---------------- | --- | --- | --- | --- | ---------------------------------------------------------------------------------- |
| 2013 | Sonne Live       | DE*DE | — | CH4 (3 Wo.)CH | — | Erstveröffentlichung: 22. März 2013 * siehe Sonne                                  |
| 2016 | Zeitreise – Live | DE*DE | — | CH9 (2 Wo.)CH | — | Erstveröffentlichung: 16. Dezember 2016 * siehe Zeitreise – Das Beste von Schiller |

Weitere Videoalben
- 2001: Weltreise
- 2004: Leben
- 2004: Live ErLeben (Verkäufe: + 25.000; DE: Gold)
- 2006: Tagtraum
- 2007: Past / Present / Future
- 2008: Sehnsucht
- 2008: Sehnsucht Live
- 2010: Atemlos Live
- 2010: Lichtblick
- 2013: Opus
- 2014: Symphonia
- 2016: Future (Deluxe Edition)

### Musikvideos
| Jahr | Titel                            | Regie                |
| ---- | -------------------------------- | -------------------- |
| 1998 | Das Glockenspiel                 | Marcus Sternberg     |
| 1999 | Liebesschmerz                    |                      |
| 1999 | Ruhe                             |                      |
| 2000 | Ein schöner Tag                  |                      |
| 2001 | Dream of You                     | Marcus Sternberg     |
| 2001 | Dancing with Loneliness          | Marcus Sternberg     |
| 2003 | Liebe                            | Marcus Sternberg     |
| 2003 | Leben … I Feel You               | Hans Hammers Jr. II  |
| 2005 | Die Nacht … Du bist nicht allein | Marcus Sternberg     |
| 2006 | Der Tag … Du bist erwacht        | Marcus Sternberg     |
| 2006 | Lichter                          |                      |
| 2006 | Drifting and Dreaming            |                      |
| 2006 | Sun Meets Moon                   |                      |
| 2006 | Tagtraum                         |                      |
| 2006 | Das Meer                         |                      |
| 2006 | I Miss You                       |                      |
| 2008 | Sehnsucht                        |                      |
| 2008 | Denn wer liebt                   |                      |
| 2008 | Herzschlag                       |                      |
| 2008 | Wunschtraum                      | Raphael Bruggey      |
| 2008 | Everything                       |                      |
| 2008 | Mitternacht                      |                      |
| 2008 | Sommernacht                      | Raphael Bruggey      |
| 2008 | In der Weite                     |                      |
| 2008 | Wehmut                           |                      |
| 2008 | Forever                          | Sebastian Langnickel |
| 2008 | Let Me Love You                  |                      |
| 2008 | Time for Dreams                  |                      |
| 2008 | You                              |                      |
| 2008 | White                            |                      |
| 2008 | Ile aye                          |                      |
| 2010 | Try                              |                      |
| 2010 | I Will Follow You                |                      |
| 2010 | Always You                       |                      |
| 2012 | Sonne                            | Oliver Sommer        |
| 2013 | Lichtermeer                      |                      |
| 2013 | Swan Lake                        |                      |
| 2015 | The Future I + II                |                      |
| 2016 | Paradise                         |                      |
| 2016 | The Wait Is Over                 |                      |
| 2016 | Once Upon a Time                 |                      |
| 2016 | Not in Love                      |                      |
| 2021 | Summer in Berlin                 |                      |

## Autorenbeteiligungen und Produktionen
Die folgende Auflistung beinhaltet Lieder, die Schiller für andere produzierte oder schrieb und in denen sie nicht als Interpret auftreten. Des Weiteren produzieren und schreiben sie auch die meisten ihrer Lieder selbst. Coverversionen sind auch ausgenommen.
- 1995: Dolly Buster – Make Love, Make No War
- 1995: Sin with Sebastian
  - Golden Boy
  - He Belongs to Me (feat. Marianne Rosenberg)
  - Jungle of Love
  - Put It on
  - Right or Wrong
  - The Journey Ends
  - When Things Go Wrong
- 1996: Organic – Pleasure & Pain
- 1997: Tank – Can You Feel the Bass?
- 1998: Java T. – Tonight’s the Night
- 1998: Solid Force – Electro Music
- 1998: Tank
  - Return of Power
  - Welcome to the Pleasuredome
- 2003: Sarah Brightman – It’s a Beautiful Day

Schiller als Autor (A) oder Produzent (P) in den Charts

| Jahr | Titel Interpretation                  | Höchstplatzierung, Gesamtwochen, AuszeichnungChartplatzierungen (Jahr, Titel, Interpretation, Platzierungen, Wochen, Auszeichnungen, Anmerkungen) | Höchstplatzierung, Gesamtwochen, AuszeichnungChartplatzierungen (Jahr, Titel, Interpretation, Platzierungen, Wochen, Auszeichnungen, Anmerkungen) | Höchstplatzierung, Gesamtwochen, AuszeichnungChartplatzierungen (Jahr, Titel, Interpretation, Platzierungen, Wochen, Auszeichnungen, Anmerkungen) | Höchstplatzierung, Gesamtwochen, AuszeichnungChartplatzierungen (Jahr, Titel, Interpretation, Platzierungen, Wochen, Auszeichnungen, Anmerkungen) | Anmerkungen                           |
| Jahr | Titel Interpretation                  | DE | AT | CH | UK | Anmerkungen                           |
| ---- | ------------------------------------- | --- | --- | --- | --- | ------------------------------------- |
| 1995 | Make Love, Make No War A Dolly Buster | DE80 (1 Wo.)DE | — | — | — | Erstveröffentlichung: 31. Juli 1995   |
| 1997 | Can You Feel the Bass? A Tank         | DE27 (12 Wo.)DE | — | — | — | Erstveröffentlichung: 25. August 1997 |
| 1998 | Return of Power A Tank                | DE64 (4 Wo.)DE | — | — | — | Erstveröffentlichung: 26. Januar 1998 |

## Boxsets
- 2003: Plus
- 2006: 3 CD Box
- 2016: Zeitreise – Das Beste von Schiller (Limited Super Deluxe Edition)
- 2016: Zeitreise – Live (Limited Premiumbox)

## Sonderveröffentlichungen
Remixe
- 1999: Sunbeam – Outside World (Schiller Remix)
- 1999: Supanova – Don’t Break My Heart (Schiller Vocal Remix)
- 1999: Trance Allstars – The First Rebirth (Schiller Mix)
- 2000: Trance Allstars – Ready to Flow (Schiller Mix)
- 2000: Tyrell Corp. – Running 2.0 (Schiller Remix)
- 2000: U 96 – Das Boot 2001 (Schiller Remix)
- 2002: atb – Let U Go (Schiller Remix)
- 2002: Apoptygma Berzerk – Until the End of the World (Schiller Remix)
- 2002: Gregorian feat. Sarah Brightman – Join Me (Schill Out Version by Schiller)
- 2002: Sinéad O’Connor – Troy (Schiller Airplay Edit)
- 2002: Trance Allstars – Go (Schiller Mix)
- 2002: Trance Allstars – Lost in Love (Schiller Mix)
- 2003: Mesh – Friends Like These (Schiller Remix)
- 2003: Moya Brennan – Show Me (Schiller Remix)
- 2004: Marianne Rosenberg – Er gehört zu mir (Schiller Remix)
- 2004: Mila Mar – Sense of Being (Chill Out Remix by Schiller)
- 2004: Rammstein – Ohne dich (Schiller Remix)
- 2008: Bernstein – Paradies (Schiller Remix)
- 2008: Klaus Schulze & Lisa Gerrard – Liquid Coincidence 2 (Schiller Remix)
- 2009: Polarkreis 18 – Allein Allein (Schiller Remix)
- 2011: Andrea Corr – Pale Blue Eyes (Schiller Remix)
- 2014: Udo Jürgens – Ich weiß, was ich will (Schiller Remix)
- 2016: Hélène Grimaud – Debussy: Préludes, L.117 (Live) (Schiller Remix)
- 2018: Peter Heppner – Once Again (Schiller Remix)

## Statistik

### Chartauswertung

#### Albumcharts
|                     | DE     | AT     | CH     |
| ------------------- | ------ | ------ | ------ |
| Nummer-eins-Alben   | DE8DE  | AT—AT  | CH—CH  |
| Top-10-Alben        | DE14DE | AT3AT  | CH4CH  |
| Alben in den Charts | DE21DE | AT10AT | CH15CH |

|                          | CH    |
| ------------------------ | ----- |
| Nummer-eins-Videoalben   | CH—CH |
| Top-10-Videoalben        | CH2CH |
| Videoalben in den Charts | CH2CH |

#### Singlecharts
|                       | DE     | AT    | CH    | UK    |
| --------------------- | ------ | ----- | ----- | ----- |
| Nummer-eins-Singles   | DE—DE  | AT—AT | CH—CH | UK—UK |
| Top-10-Singles        | DE—DE  | AT—AT | CH—CH | UK—UK |
| Singles in den Charts | DE21DE | AT4AT | CH8CH | UK1UK |

|                       | DE    |
| --------------------- | ----- |
| Nummer-eins-Singles   | DE—DE |
| Top-10-Singles        | DE—DE |
| Singles in den Charts | DE3DE |

### Auszeichnungen für Musikverkäufe
Anmerkung: Auszeichnungen in Ländern aus den Charttabellen bzw. Chartboxen sind in ebendiesen zu finden.
| Land/RegionAuszeichnungen für Musikverkäufe (Land/Region, Auszeichnungen, Verkäufe, Quellen) | Gold     | Platin     | Verkäufe  | Quellen           |
| -------------------------------------------------------------------------------------------- | -------- | ---------- | --------- | ----------------- |
| Deutschland (BVMI)                                                                           | 6× Gold6 | 4× Platin4 | 1.425.000 | musikindustrie.de |
| Insgesamt                                                                                    | 6× Gold6 | 4× Platin4 |           |                   |